# Samo (Itália)
Samo é uma comuna italiana da região da Calábria, província de Reggio Calabria, com cerca de 1.091 habitantes. Estende-se por uma área de 50 km², tendo uma densidade populacional de 22 hab/km². Faz fronteira com Africo, Cosoleto, San Luca, Sant'Agata del Bianco.

## Demografia
| Variação demográfica do município entre 1861 e 2011                               |
|                                                                                   |
| Fonte: Istituto Nazionale di Statistica (ISTAT) - Elaboração gráfica da Wikipedia |